# 惡魔城 月輪
《恶魔城 月轮》是由科樂美開發的動作遊戲。该作是恶魔城系列在Game Boy Advance平台上的第一作。

## 劇情
時間是1830年，德古拉在奧地利的古城中再度復活了...
10年前曾經一度封印德古拉的吸血鬼獵人莫理斯‧伯德溫查覺到了此事，帶著自己的兒子─修與10年前戰鬥後死去的友人遺孤─尼森‧葛雷布茲前來討伐。
德古拉就在莫理斯3人趕到之際，用魔力將修與尼森2人和莫理斯分散。
為了救回自己的師父，尼森開始探索惡魔城...
註：於2008年發行的《惡魔城 被奪走的刻印》把1797年－1897年間重新解釋為在莫理斯一族出山前沒有人能掌握聖鞭「吸血鬼殺手」而須靠不同組織鑽研對抗德古拉手段，本作劇情因此解釋而被否定並不列入惡魔城本傳。

## 角色
- 尼森‧葛雷布茲

10年前雙親於封印德古拉時死亡，之後成為了莫理斯的第二弟子並繼承了吸血鬼殺手。
- 修‧伯德溫

莫理斯之子，同時也是他的第一弟子。
對於修行期間從未勝過自己的尼森卻是吸血鬼殺手的繼承者一事感到不滿。
- 莫理斯‧伯德溫

10年前與尼森雙親一同封印德古拉的吸血鬼獵人，在卡蜜拉將德古拉復活後被當作活祭品。
- 德古拉

藉由闇之光(月光)復活的魔王，惡魔城的城主。
- 卡蜜拉

女性吸血鬼，德古拉的部下；藉由邪惡的儀式使德古拉重生，與其他作品出現的卡蜜拉是否是同一人物則不得知。
- 死靈術師

德古拉的部下，將莫理斯將成為活祭品一事傳達給尼森。

## 遊戲特色
獨特的DSS卡片系統，藉由著不同的卡片組合產生各種效果。
對比Game Boy Advance上之後的兩個作品，人物所佔用的點陣圖較小；使場景更顯得寬廣，BOSS戰的地圖也多以廣大的場景居多。
有著類似石化的特殊異常狀態─冰凍，與其不同的是會自動解除，但在冰凍時傷害亦會加倍。
與GBA上的其他兩作不同，沒有多重結局，而是僅有固定的單一結局。
本作並沒有商店，因此所有裝備和藥品只能打敗敵人來獲得；由於本作沒有怪物圖鑑，道具也非常多，想要全部收集變得異常麻煩，所幸道具數量上限為99，藥品類道具受惠最大

## 裏模式
在達成某種條件後，將可以依序開啟魔法師、戰士、射手與小偷模式。
而密碼在打敗德古拉，顯示完工作人員名單（如果不耐煩按START鍵跳過也行），就會提供密碼的訊息了。
如果要使用其中一個模式，就在建立新檔案時用其模式的密碼當作檔名即可。
獲得條件如下：
吸血鬼殺手模式（不需密碼）：初次建檔（第一次玩）時即為其模式。
魔法師模式（密碼為FIREBALL）：在吸血鬼殺手模式（初始模式）中打倒位於儀式之間的德古拉後開啟。特色是MP和INT很高，但其他能力很差而且初期就擁有全部DSS卡。
戰士模式（密碼為GRADIUS）：在魔法師模式中打倒德古拉後開啟。和魔術師相反，該模式下HP、STR、DEF很高但不能使用DSS。
射手模式（密碼為CROSSBOW）:在戰士模式中打倒德古拉後開啟。該模式下平均能力都不高但紅心數量5倍且副武器攻擊力大幅上升，紅心的消耗只有一半。仍可使用DSS。假如副武器短刀拿取兩次，短刀的攻擊會自動追蹤敵人。副武器倍率：短刀-STR的2倍、追蹤短刀-STR的1.5倍、斧頭-STR的2.5倍、十字架-STR的3倍、聖水倍率不變
小偷模式（密碼為DAGGER）：在射手模式中打倒德古拉後開啟。該模式下全屬性低下，但物品掉率大幅上升（是其他模式的10倍左右），所以可以靠物品通關。
註：如果在初次建檔時輸入以上其中任一個密碼是沒用的，必須在得到密碼後輸入才行。

## 外部連結
- 悪魔城ドラキュラシリーズ総合サイト （页面存档备份，存于）